# Eternal Bliss
Eternal Bliss est une organisation française, active entre 2002 et 2010, ayant pour objectif la promotion de la musique hard dance, essentiellement en France et Belgique francophone.

## Histoire
Eternal Bliss est fondé en 2002 par DJ Fox, DJ BC ainsi que Nory et se développe progressivement : au départ, de simples soirées à thème sont organisées dans les discothèques franco-belges. 
Pour ses cinq ans d'existence en 2007, Eternal Bliss prend le pari d'organiser un événements d'une autre ampleur, calqué sur le modèle d'événements néerlandais et belges tels que Qlimax ou Reverze, réunissant trois styles musicaux dérivé de la techno hardcore que sont le jumpstyle, le hardstyle et le mainstream hardcore. La deuxième édition a lieu en 2008, et est une réussite selon son initiateur DJ Fox. L'édition 2009 qui devait être organisée) est annulée la veille par les autorités françaises du Pas-de-Calais qui en interdisent le déroulement au Stade couvert de Liévin. Cette annulation entraîne la chute de l'organisation, qui ne s'en remet pas financièrement. D'autres concepts sont cependant développés avant cet incident, comme Raverland ou les soirées Eternal Bliss on Tour.
L'édition 2010 appelée Eternal Bliss: Still Hard signe l'arrêt définitive de l'organisation. Huit ans après son arrêt, Eternal Bliss revient pour une ultime édition appelée Eternal Bliss Reloaded 2018 le 9 novembre 2018 au XS Club de Blaton, en Belgique.
Le festival a vu défiler des artistes et groupes notoires comme Angerfist, Art of Fighters, Coone, The Dark Raver, Endymion, Headhunterz, Korsakoff, Outblast, Wildstylez, DJ Zany, et Zatox. Des compilations sont également sorties.